# Laroche-près-Feyt
 Laroche-près-Feyt  (en occitano La Rocha de Fait) es una comuna   y población de Francia, en la región de Lemosín, departamento de Corrèze, en el distrito de Ussel y cantón de Eygurande.
Su población en el censo de 2008 era de 79 habitantes.
Está integrada en la Communauté de communes du Pays d'Eygurande .

## Demografía
| 145 | 159 | 103 | 115 | 106 | 82 | 79 |
| Para los censos de 1962 a 1999 la población legal corresponde a la población sin duplicidades (Fuente: INSEE [Consultar]) |     |     |     |     |    |    |